# 吉田照美 ソコダイジナトコ
吉田照美 ソコダイジナトコ（よしだてるみ ソコダイジナトコ）は、2007年4月2日から2013年3月29日まで放送していた文化放送のラジオ番組。通称 ソコトコ。

## 概要
メインパーソナリティに、これまで文化放送の深夜番組、夜番組、そして昼番組に出演してきた、元文化放送アナウンサーの吉田照美を起用した。朝の時間帯であることから報道・情報をベースとしていたが、これまで吉田が担当した番組の流れから、娯楽性も盛り込まれた内容となっている。
終了後、吉田は夕方へ移り、『吉田照美 飛べ!サルバドール』を担当する。

### 放送時間
- 月 - 金曜 6:00 - 8:30

## 出演

### パーソナリティ
- 吉田照美（フリーアナウンサー）

### アシスタント
- 2007年4月2日 - 2008年9月26日：枦山南美（フリーアナウンサー）
- 2008年9月29日 - 2012年3月30日：唐橋ユミ（フリーアナウンサー）
- 2012年4月2日 - 2013年3月29日：（月・火）佐藤友紀（フリーアナウンサー）、（水 - 金）唐橋ユミ（フリーアナウンサー）

### コーナー出演
- 石森則和（2008年3月31日 - 2010年12月27日、2012年10月2日 - 2013年3月25日 朝イチ情報デリバリー 月曜に出演）
- 鳥海高太朗（7時の情報デリバリー 火曜に出演 2011年10月4日 - ）
- 鈴木純子（7時の情報デリバリー 水曜に出演 2007年4月4日 - 2012年1月25日、2012年8月1日 - ）
- おすぎ（朝イチ情報デリバリーと、7時の情報デリバリー 木曜に出演 2008年4月3日 - ）

その他、「6時台の天気」「通勤NOW」に出演する。
- 吉田たかよし（7時の情報デリバリー 金曜に出演）
- 過去の出演者
  - 鈴木敏夫（文化放送 報道スポーツ制作部 2011年1月3日 - 2012年9月24日 朝イチ情報デリバリー 月曜に出演）
  - 太田英明（2010年4月6日 - 2011年9月27日 7時の情報デリバリー 火曜に出演）

#### 6時 - 7時台コメンテーター
※エルフ モーニングダッシュから7時の時報前 → 「ニュースのポイント」のコーナーまでの出演（「7時のリアルドクトリン」は除く）
- 月曜：玉木正之（スポーツライター、2011年7月4日 - 。2007年4月4日 - 2010年3月31日までは、「7時のリアルドクトリン」水曜の電話スピーカーとして出演）
- 火曜：内田誠（ジャーナリスト）
- 水曜：岸博幸（慶應義塾大学大学院教授、経済学者、2012年1月4日 - ）
- 木曜：アーサー・ビナード（詩人）
- 金曜：江川紹子（ジャーナリスト）
- 過去の出演者
  - 高木美也子（生命倫理学者、日本大学総合科学研究所教授 水曜担当 2007年4月4日 - 2008年3月26日）
  - 井沢元彦（作家 月曜担当 2007年4月2日 - 2011年6月27日）
  - 上杉隆（ジャーナリスト、水曜担当、2008年4月2日 - 2011年12月28日。朝イチ情報デリバリーにも出演。2007年4月3日 - 2008年3月25日までは、「7時のリアルドクトリン」火曜の電話スピーカーとして出演）

#### 電話スピーカー
※7時のリアルドクトリンで、出演していた
- 月曜 鈴木邦子（特定非営利活動法人岡崎研究所主席研究員 2009年4月6日 - 2010年3月29日）
- 火曜 田中康夫（衆議院議員、新党日本代表 2008年4月1日 - 2010年3月30日）※2009年7月より、衆院選出馬のため一時降板。2009年9月放送分より復帰
- 水曜 玉木正之（スポーツライター 2007年4月4日 - 2010年3月31日）
- 木曜 森永卓郎（経済アナリスト、獨協大学教授 2008年4月3日 - 2010年4月1日 「オタクな経済アナリスト」）※登板3ヶ月前の2007年12月まで、真裏番組にあたる競合他社のニッポン放送朝のニュースワイド番組（高嶋ひでたけのお早よう!中年探偵団→森永卓郎の朝はモリタク!もりだくSUN→森永卓郎 朝はニッポン一番ノリ!→森永卓郎と垣花正の朝はニッポン一番ノリ!→上柳昌彦のお早うGoodDay!）に長らく出演していた他、2009年から、6時台に真裏番組TBSラジオ早朝の情報ワイド番組、生島ヒロシのおはよう一直線の月曜日に2025年の番組最終回にしてにして逝去する前日まで電話出演のちにリモート出演をし続けた）。
- 金曜 佐々淳行（評論家、初代内閣安全保障室長 「危機管理の専門家」とも称する 2007年4月6日 - 2010年4月2日）
- 過去の出演者
  - イーデス・ハンソン（タレント、エッセイスト 木曜担当 2007年4月5日 - 2008年3月27日）
  - ジェフ・バーグランド（タレント、帝塚山学院大学教授 月曜担当 2007年4月2日 - 2008年9月22日）
  - 中林美恵子（政治学者、跡見学園女子大学准教授 月曜担当 2008年9月29日 - 2009年2月）

### ピンチヒッター
- 照美休暇時のピンチヒッター[1]
  - 太田英明（文化放送アナウンサー。2007年9月7日 - 9月11日、2007年12月31日 - 2008年1月4日・9月8日・11日・12月29日・31日、2009年9月14日、2010年3月1日・5日・12月20日・24日。2010年3月5日は「吉田照美 ソコダイジナトコ」のまま）
  - 内田誠（ジャーナリスト 2008年9月9日・12月30日、2009年9月15日、2010年3月2日・12月21日）
  - 上杉隆（ジャーナリスト 2008年9月10日、2009年9月16日、2010年3月3日・12月22日）
  - アーサー・ビナード（詩人 2009年1月1日・9月17日、2010年3月5日・12月23日）[2]
  - おすぎ（映画評論家 2010年3月5日・12月23日）[2]
  - 石森則和（文化放送報道部 2008年9月12日、2009年1月2日・9月18日、2010年3月5日

※2010年9月16日・17日、12月27日・28日、2012年1月2日・3日はピンチヒッターなし。唐橋が一人で番組を仕切った（2010年9月は「吉田照美 ソコダイジナトコ」のまま。2010年12月、2012年1月は「唐橋ユミ ソコダイジナトコ」として放送。コメンテーターなどは通常通り出演）。
- 唐橋休暇時のピンチヒッター
  - 吉井歌奈子（フリーアナウンサー 2009年8月3日 - 8月5日、2011年8月17日、9月2日、9月5日）
  - 濱本りか（文化放送アナウンサー（当時） 2009年8月6日）
  - 吉田涙子（文化放送アナウンサー 2009年8月7日、2010年9月21日 - 9月23日）
  - 石川真紀（文化放送アナウンサー 2010年9月20日・24日）
  - 鈴木純子（文化放送アナウンサー 2011年2月28日）
  - 水谷加奈（文化放送アナウンサー 2011年3月1日）
  - 駒村多恵（タレント、リポーター　2011年9月6日～9月8日)

## 主なタイムテーブル
（出典：）
- 6:00：オープニング
- 6:07：朝イチ情報デリバリー
  - 2008年3月31日より、前半はヘッドラインニュース、後半は日替わり企画になる（同年3月28日までは、吉田と文化放送報道部記者とのニュース解説だった）。
    - 月曜：NEWSデリバリー - 石森則和が担当したニュース解説[5]
    - 火曜：おはようデリバリー - ゲストが、電話インタビューの形で出演。時折、スタジオから生出演する事もあった[6]
    - 水曜：てるてるデリバリー[7]
    - 木曜：エンタメデリバリー - おすぎがトークを展開した[8]
    - 金曜：唐橋ユミのちょっと聞いてくなんしょ? - 唐橋ユミのマイクレポート[9]（2008年10月3日～ 当初は「どすこいデリバリー」[10]）
- 6:22：天気予報、交通情報
- 6:26：通勤NOW
- 6:32：エルフ モーニングダッシュ 吉田照美 ソコダイジナトコ（いすゞ自動車、及び関東地区いすゞ自動車エルフ販売店グループ提供）
  - ネットワークゾーン（ただし、ネット局はノースポンサー。また、吉田照美の休養中も、ネット局のタイトルコールは「吉田照美 ソコダイジナトコ」である）・・・NRNネット:ABS、BSN、BSS、KRY、RNC、RNB、RKC、OBS[11](2012年11月[12] までは、RFCでも放送していた）
    - けさのニュース・コメンテーター解説
    - スポーツニュースf
    - 時刻告知、きょうのキーワード
    - 今日の動き

  - 天気予報、交通情報
- 7:00：ヘッドラインニュース／ニュースのポイント、天気予報
- 7:15：7時の情報デリバリー
  - 月曜：ソコトコ スポーツ - 担当：文化放送 スポーツアナウンサー（週代わり）[13]
  - 火曜：鳥海高太朗のマル得トラベル - 担当：鳥海高太朗（2011年10月4日 - ）[14]
  - 水曜：週刊誌記者・奈良巧のトレンドまんまん中!- 担当：奈良巧（2012年2月 - ）[15]
  - 木曜：おすぎのシネマ泥棒 - 担当：おすぎ[16]
  - 金曜：ドクターたかよしの140歳まで前向き生活 - 担当：吉田たかよし[17]
- 7:25：天気予報（※この時間はアシスタントが担当）、交通情報 [警視庁]
- 7:30：週刊エンター（2009年4月 - 2010年4月2日はTOYOTA モーニングナビゲート・週刊エンター（NRN系列全国ネット ）でトヨタ自動車提供）[11]
- 7:40：天気予報、交通情報
- 7:45：武田鉄矢・今朝の三枚おろし （NRN系列全国ネット）[11]
- 8:00：ヘッドラインニュース ／ ミニドラマ（2011年4月4日 - 12月30日までは8:10より）
  - ミニドラマは「とある下町の横丁」[18]「音楽喫茶　とまり木」などを放送[19]。
- 8:05頃：ビー・スマイル
- 8:13：みんなの寅さん（2011年4月4日 - ）[11]
  - 月 - 木曜は、映画『男はつらいよ』の出演者たちのマンスリー・インタビューなどを、金曜は監督の山田洋次原作の主人公、車寅次郎の少年時代を描いた朗読劇「けっこう毛だらけ」を放送[20]
  - 東海ラジオなどの一部のNRN系列局では、週1回の30分番組に編集し、放送されている[11]
  - 文化放送は2012年3月29日まで、開局60周年特別企画として放送。2011年10月9日 - 2012年4月1日まで、みんなの寅さん日曜版として放送した（日曜9:30 - 9:55）[11]
- 8:20：LaLaLaインフォーメーション（セブン-イレブン提供）[21]
- 8:23：交通情報
- 8:25：エンディング

## これ以前のコーナー
- 得する お出かけ情報「トクオデ」（2007年 など）[22]
- 南美のてげてげデリバリー（2008年）[23]
  - 枦山南美が、街へ飛び出し、取材した音源を放送する（てげてげとは、鹿児島弁で「適当」「だいたいで〜」という意味）
- いすゞ お父さん・お母さんへの手紙（2007年 など 制作:CBCラジオ）[24]
  - 番組自体は、前々番組の『蟹瀬誠一 ネクスト!』から放送していた。
- 7時のリアルドクトリン[24]
- 吉田健康〜あなたのドクターたかよしです[24]
- 7時の情報デリバリー 太田英明の世界の珍ニュース（2011年 など）[25]

## 備考
- 2007年12月17日から2008年1月18日まで、ニッポン放送と共同で「ストップ!飲酒運転キャンペーン」を実施。2007年12月17日8:00から5分間、『上柳昌彦のお早うGoodDay!』と相互乗り入れを行った[26]。

同キャンペーンは2008年12月15日から2009年1月18日にかけても行われ、初日と最終日翌日の2009年1月19日8:00から5分間、『お早うGoodDay!』との相互乗り入れを行った。また、期間中は照美と上柳が文化放送とニッポン放送のそれぞれの番組にそろって出演し、飲酒運転の防止を呼びかけた。
更に2009年12月7日から2010年1月17日にかけても行なわれ、初日と最終日翌日の2010年1月18日8:00から5分間、『お早うGoodDay!』との相互乗り入れを行う。
- この他「週刊エンター」では、リスナーからのそれぞれのテーマに基づいた意見をFAXやメールで募集して紹介する「ソコダイジナ声」も、1カ月もしくは2カ月に1回程度放送している。なお、投書が採用されたリスナーには番組特製シール、ポストイットなどがプレゼントされていた[29]。
- 2008年4月ごろからは、番組の幅広い宣伝を目的とした「ソコトコ広め隊」が結成された[30]。
- 当時TBSラジオ『小島慶子 キラ☆キラ』に出演していたパーソナリティの小島慶子（当時TBSアナウンサー）による、2009年10月27日の6時台前半（朝イチ情報デリバリー）のスタジオ乱入が実現した[31]。
- 2009年11月5日の放送では、通常は「週刊エンター」のみネットしている『出発進行!うめじゅんです』（ラジオ大阪）との相互乗り入れを実施[32]。
- Twitterでの交流がきっかけで、2010年1月13日には当時総務大臣を務めていた原口一博が出演[33]。
- 2011年1月24日の放送では、ビー・スマイルのコーナーを変更して、吉田照美の還暦を祝う毒蝮三太夫からの電話があった[34]。